# También los enanos empezaron pequeños
También los enanos empezaron pequeños es una película alemana de 1970, dirigida, escrita y producida por Werner Herzog. Este es el segundo largometraje del director alemán.

## Argumento
En un pueblo aislado de Lanzarote, un grupo de enanos internados en una institución se rebelan contra las autoridades y en realidad contra todas las reglas establecidas. Al tener total libertad sobre sus actos empiezan a destruir todo lo que se les pone en su camino, hasta el punto de llegar a cometer verdaderos actos de crueldad.

## Producción
La película fue filmada en la isla Lanzarote de las Canarias, España. Fue estrenada en el Festival de Cannes en mayo de 1970 y en Alemania del Oeste el 2 de febrero de 1971.
- Datos: Q688329